# Townsend-Sturmtaucher
Der Townsend-Sturmtaucher (Puffinus auricularis) ist ein Seevogel aus der Ordnung der Röhrennasen. Er ist vom Aussterben bedroht.

## Merkmale
Der Townsend-Sturmtaucher ist mit einer Körperlänge von 33 Zentimeter ein mittelgroßer Sturmtaucher. Die Körperoberseite ist schwarz und ist übergangslos von der hellen Körperunterseite abgesetzt. Die Körperunterseite ist weiß mit einem schwarzen Halbkragen. Die auf der Unterseite weißen Flügel sind am Flügelbug und an der Hinterkante schwarz gesäumt.
Wie alle Sturmtaucher nutzt er mit Hilfe seiner langen schmalen Flügel die Schwankungen der Windgeschwindigkeiten direkt über den Meereswellen aus. Zwischen Perioden des Schlagfluges legt er lange energiesparende Gleitphasen ein.

## Vorkommen

Verbreitungsgebiet des Townsend-Sturmtauchers (blau)

Der Townsend-Sturmtaucher ist eine Vogelart des östlichen Pazifiks. Seine mittlerweile einzige Brutinsel ist Socorro, eine Vulkaninsel im östlichen Pazifischen Ozean, etwa 440 km südlich der Südspitze Niederkaliforniens gelegen. Politisch gehört die Insel zum mexikanischen Bundesstaat Colima, von dessen Küste sie gut 700 km entfernt liegt.
Ursprünglich brütete der Townsend-Sturmtaucher auch auf den kleineren Inseln San Benedicto und Clarión, die wie Socorro zu den Revillagigedo-Inseln zählen. Auf Clarión brütet die Art jedoch seit 1988 nicht mehr und auf San Benedicto wurden seit den 1950er Jahren keine Brutpaare mehr beobachtet. Auch auf Socorro ist die Zahl der Brutpaare stark rückläufig. 1981 zählte man dort noch 1000, 2008 jedoch weniger als 100 Brutpaare.

## Lebensweise und Bedrohung
Townsend-Sturmtaucher sind Höhlenbrüter, die in Grasabhängen oder an felsigen Waldrändern brüten. Gefährdet sind sie durch eingeschleppte Katzen sowie durch grasende Schafe, die den Lebensraum dieser Vögel zertrampeln.

## Einzelbelege
1. ↑  Puffinus auricularis in der Roten Liste gefährdeter Arten der IUCN 2016.2. Eingestellt von: BirdLife International, 2015. Abgerufen am 15. Oktober 2016..